# Soleil bleu
 (mai 2025).
Motif : Où sont les sources secondaires attestant de la notoriété de cet album au regard des critères généraux ou spécifiques?
- Archive Wikiwix
- Bing
- Cairn
- DuckDuckGo
- E. Universalis
- Gallica
- Google
- G. Books
- G. News
- G. Scholar
- Persée
- Qwant
- (zh) Baidu
- (ru) Yandex
- (wd) trouver des œuvres sur Wikidata

| 1. | Préciser le motif de la pose du bandeau. | Précisez le motif de la pose du bandeau en utilisant la syntaxe suivante : {{admissibilité à vérifier\|date=mai 2025\|motif=remplacez ce texte par le motif}}                    |
| 2. | Informer les utilisateurs concernés.     | Pensez à avertir le créateur de l'article, par exemple, en insérant le code ci-dessous sur sa page de discussion : {{subst:avertissement admissibilité à vérifier\|Soleil bleu}} |

Albums de Sylvie Vartan
Sylvie live Sylvie in Nashville
Soleil bleu est le titre du 40e album studio (et d'une chanson) de Sylvie Vartan sorti en 2010. 
Pour cet album la chanteuse collabore avec de nombreux artistes tels que Julien Doré, Keren Ann, La Grande Sophie, David Hallyday, Eric Chemouny, Etienne Daho et Benjamin Biolay.
L'album se vendra à près de 20 000 exemplaires en France.

## Liste des titres
1. J’fais la moue (Keren Ann / Doriand)
2. Pas si facile à oublier (Keren Ann / Doriand)
3. Sous ordonnance des étoiles (en duo avec Arthur H)
4. La prisonnière (Etienne Daho)
5. La femme coupée en deux (Eric Chemouny / David Hallyday)
6. Je me détacherai (Keren Ann / Doriand)
7. Soleil Bleu (en duo avec Julien Doré)
8. Soit dit en passant (P. Loizeau)
9. Personne (La Grande Sophie)
10. Tous ces garçons (F. Botton)
11. Le monde est moins dur que toi (Keren Ann / Doriand)
12. La vanité (Benjamin Biolay)

Liste des titres en bonus sur le CD album collector :
1. Sur un fil (en duo avec Françoise Hardy)
2. Quand tu es Là (en duo avec Etienne Daho)
3. La Maritza (en duo avec Darina)
4. Par amour Par pitié (en duo avec David Hallyday)

Titre en bonus sur le 45 Tours Collector (de couleur blanche) dans le coffret : 
1. L’albatros